# Proxhyle vadoni
Proxhyle vadoni là một loài bướm đêm thuộc phân họ Arctiinae, họ Erebidae.